# Csuang-ce (könyv)
A Csuang-ce (Zhuangzi)

## Szerzője
Csuang Csou (Zhuang Zhou) rövid életrajza A történetíró feljegyzéseinek 63. fejezetében maradt fenn. Ezek szerint a mai Honan (Henan) és Santung (Shandong) tartományok határvidékén, az egykori Szung (Song) (宋) fejedelemségben található Mengben (蒙) született. A Liang-beli (梁) Huj (Hui) (惠) király (i. e. 370–319) és a Csi (Qi)-beli (齊) Hszüan (Xuan) (宣) király (i. e. 319–301) kortársa volt. Állítólag baráti viszonyt ápolt Huj Si (Hui Shi)vel (惠施), akivel vitatkozva alakíthatta ki sajátos bölcseletét. A neki tulajdonított mű, a Csuang-ce (Zhuangzi) szerint (20., 32. fej.) több tanítványa volt, de róluk semmi hitelt érdemlő nem maradt fenn.
A filológia vizsgálatok már régen kimutatták, hogy a Csuang Csou (Zhuang Zhou)nak tulajdonított, a nevét viselő mű, Csuang-ce (Zhuangzi) szövege nem homogén, hanem bizonyosan több szerzőtől származik.

## Keletkezése
Feltehetően már a Han-kortól három részre osztották, úgy is, mint:
- „belső fejezetek” (nej-pien (neipian) 內篇)
- „külső fejezetek” (vaj-pien (waipian) 外篇)
- „vegyes fejezetek” (ca-pien (zapian) 雜篇)

A jelenleg ismert szöveg, melyet Kuo Hsziang (Guo Xiang) (郭象; i. sz. 252–312) állított össze, 7 belső, 15 külső és 11 vegyes fejezetet tartalmaz. A hagyomány és a modern filológia egyetért abban, hogy az első hét fejezet tekinthető Csuan-ce (Zhuangzi) eredeti művének, amely stílusában, nyelvtanában és tanításának tartalmában egységes, és felbukkan benne az összes lényegesebb motívum, míg a későbbi fejezetek más szerzőknek a belső fejezetekhez különböző mértékben hasonlító írásait tartalmazza.
A hagyomány és a modern filológia egyetért abban, hogy az első hét fejezet tekinthető Csuang-ce (Zhuangzi) eredeti művének, amely stílusában, nyelvtanában és tanításának tartalmában egységes, és felbukkan benne az összes lényegesebb motívum, míg a későbbi fejezetek más szerzőknek a belső fejezetekhez különböző mértékben hasonlító írásait tartalmazza. Guan Feng és A. C. Graham a következő rétegeket különíti el a többi (8–33.) fejezetben:
I. 8–11., illetve részben a 12., 14. fejezet (az úgynevezett „primitivista” anyag): egy i. e. 3. századra datált szerző műve, akit erősen befolyásolt a Tao-tö-csing (Daodejing), különösen annak az egyszerű („primitív”) életmódra utaló leírása (pl. a 80. vers), és aki Jang Csu (Yang Zhu) (楊朱) és Konfuciusz követőivel szemben a nem-cselekvő kormányzást képviselte.
II. 12–16. és 33. fejezet (az úgynevezett „szinkretista” anyag): egy eklektikus taoista műve az i. e. 2. századból, aki a külvilág felé uralkodóként, befelé bölcsként megjelenő személy számára a benső művelést javasolja, amelynek révén lehetővé válik a tao (dao)val való közvetlen kapcsolat, így az Ég és az égalatti spontán mintáira hagyatkozhat a kormányzás során. Ezek a fejezetek a Huang–Lao (黃老) taoizmus nyomait viselik magukon, ami szemben áll a belső fejezetek elképzeléseivel, hiszen ott a társadalmi életben való bármilyen részvétel ellentétes az egyéni kiválósággal, bölcsességgel: az első hét fejezet szerint az uralkodó nem lehet egyben bölcs is, ahogy egy bölcs sem lehet uralkodó vagy miniszter.
III. 17–22. fejezet: Csuang Csou (Zhuang Zhou) későbbi követőinek munkája, gyakori a belső fejezetek stílusának és témáinak utánzása. Guan Feng szerint a 23. fejezet is ide tartozik.
IV. 23–27. és 32. fejezet: heterogén gyűjtemény, néhány közülük Csuang Csou (Zhuang Zhou)é.
V. 28–31. fejezet: Jang Csu (Yang Zhu) (i. e. 5. sz.) jellegű anyag, melyet Graham i. e. 205-re datál. H. Roth szerint bár hasonlít a Lü-si csun-csiu (Lüshi chunqiu)ban (呂氏春秋) található Jang Csu (Yang Zhu)-féle anyagokhoz, valójában éppen az arra adott válaszként értékelendő.
A Han su (Han shu) bibliográfiai fejezetfejezete, a Ji-ven-cse (Yiwenzhi) szerint a műnek létezett egy 52 fejezetes változata is, mely feltehetőleg az eredeti lehetett. Az i. sz. 3–4. században keletkezett kommentárok között kettő is található, amely az 52 fejezetes változathoz készült. Erre utal az is, hogy számos enciklopédiában és kommentárban találhatók olyan részletek, melyek nem szerepelnek a jelenleg ismert műben.
A Csuang-ce (Zhuangzi) a legfontosabb kommentárírói: Kuo Hsziang (Guo Xiang), Sze-ma Piao (Sima Biao) (司馬彪; 238 és 246 között – 306), Lu Tö-ming (Lu Deming) (陸德明; 556–627), Cseng Hszüan-jing (Cheng Xuanying) (成玄英; működött: 630–660), Csu Po-hsziu (Chu Boxiu) (褚伯秀; kb. 1230–1287), Csiao Hung (Jiao Hong) (焦竑; 1541–1620) és Kuo Csing-fang (Guo Qingfan) (郭慶藩; 1844–1896).

## Filozófiája, jellegzetességei
Csuang-ce (Zhuangzi) műve alapvetően inkább történetekkel, tanmesékkel, hasonlatokkal és metaforákkal fejezi ki mondanivalóját. A Tao-tö-csing (Daodejing)hez képest sokkal terjedelmesebb, mind tartalmában, mind nyelvezetében sokszínűbb műben egyedülálló képzelőerővel, humorral, játékossággal és szellemességgel megírt történetek és a bennük megnyilvánuló elvek teoretikus kifejtése, bölcseleti megfogalmazása váltogatja, illetve egészíti ki egymást. Nyelvezetének stilisztikai különlegessége egyedülálló és előzmények nélküli az ókori kínai gondolkodásban és irodalomban egyaránt. A műben a nem Csuang Csou (Zhuang Zhou) által írt 33. fejezetben számos bölcseleti irányzat leírása olvasható, egyebek között éppen a Csuang-ce (Zhuangzi)é:

„»Ködösség és formátlanság: az átváltoztatás el nem pihen.
Élő vagyok vagy meghaltam rég?
Vagy úgy lennék tán, mint Föld és az Ég,
s szellemek fényessége kísérne engem?
Hová tűnik minden oly hirtelen,
s hogyhogy újra itt terem? Előttem ím a tízezernyi lény,
hazafelé melyikhez induljak én?«
Hajdanán része volt ez is az Út tudásának. Csuang Csou (Zhuang Zhou) hallott valamit felőle, s örömét lelte benne. Beszélt is róla: szava rejtély és furcsaság, beszéde éles és zabolátlan, s gát nem szorította, ha szólt. Olykor szabados volt, de elvakult sosem, s ha ítélt, elfogult büszkeség nem vezette. A világ pocsolyába süllyedt, s az egyenes beszédet nem érti már – úgy tartotta. Szétömlő szavai a határtalanba olvadtak, elősorolta mások mondásait, hogy láttassa igazságukat, s képes beszédei mindent átöleltek. Ég és Föld tiszta szellemével járt-kelt ő, mégsem fordult gőgös megvetéssel a létezők felé. Igazon, hamison nem civódott, a köznapi világ volt szálláshelye. Írásai bármily furcsák is, könnyedén gördülnek, és sebeket nem ejtenek. Szavai bár csapongók, rejtvényei mégis kibogozhatók, s tartalmuk ki nem merülhet. Fent, a dolgok alkotójánál vándorolt, s alant barátja volt, ki életen, halálon, kezdésen és végen kívülre jutott. A gyökereket hatalmasnak és szertebomlónak, mélységesnek és határtalannak tartotta. Az ős-szülőt megbékítőnek és mindent áthatónak mondhatjuk – úgy gondolta. A változásokat követte, és a létezőktől eloldódott ő, tanítása ki nem merül, s jövendő el nem törölheti. Mily rejtélyes és mélységes: ki soha nem fogyatkozik.”

Alapvető különbség Lao-ce (Laozi)hez képest, hogy Csuang-ce (Zhuangzi) szerint az igazi bölcs teljesen visszavonul a kormányzás evilági feladataitól, és kizárólag a spirituális „szabad kóborlás”-ban leli örömét, a tao (dao) határtalanságának és spontaneitásának és az eredendő csi (qi)nek adva át magát. Csuang-ce (Zhuangzi) célja, akárcsak valamennyi ókori iskoláé, egyfajta szentség elérése volt, ehhez azonban az erény művelését és az elméleti vitákat elégtelen eszköznek tartotta, helyettük a misztikus intuíciót és az általa is tao (dao)nak nevezett teljességgel való egyesülés útját helyezte előtérbe. A Csuang-ce (Zhuangzi) szerint az érzéki tapasztalás és a szenvedélyek eltávolítanak a tao (dao)tól, mivel a megkülönböztetésre építenek, ezzel szemben a külső, érzéki világtól való elszakadás („a szív böjtje”), a meditatív technikák és az eksztatikus állapotok mind a Daoval való egyesüléshez segítik a törekvőt. Ez a szellemi út valójában visszatérés egy eredendő állapotba, az ürességbe, a nem-cselekvésbe, a ‘faragatlan rönk’ (pu 樸) állapotába, ahonnét szemlélve a világi jelenségek, élet és halál csak folyamatos átalakulás és átváltozás egy-egy fázisa, minden létező forrásának tételezett tao (dao) által mozgatott események.

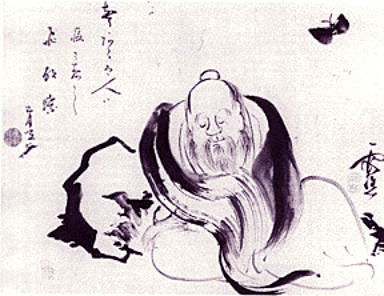
Csuang-ce (Zhuangzi) pillangó-álma

A Csuang-ce (Zhuangzi) által gyakran felvetett fontosabb témák közé tartoznak a valóság és a tudás relativitását tükröző nyelvi relativitás kérdése, a paradoxonok jellege, égi és emberi különbsége, a tudás természete, a puszta érvelés hatékonyságával szembeni szkepticizmus, aktivitás és nyugalom viszonya és a halhatatlanok (hszien (xian) 仙) állapotának elérése.
A Csuang-ce (Zhuangzi) antiracionális (de nem irracionális) attitűdje legtisztábban a II. fejezetben („A dolgok egyenlősége”) fogalmazódik meg. Mivel az intellektuális elemzés mindig a megkülönböztetésből indul ki, így Csuang-ce (Zhuangzi) azon a véleményen volt, hogy minden elemzés és megkülönböztetés elvesz valamit a megismerendő lényegéből. A Csuang-ce (Zhuangzi) szerint minden elv, amely a viselkedés szabályait hivatott analitikus és diszkurzív módon megalapozni, önmaga megalapozhatatlan, így az egyetlen fennmaradó elv a spontaneitás.
A II. fejezetben Csuang-ce (Zhuangzi) általában minden konvencionális megkülönböztetést és dualitást igyekszik felszámolni, hiszen úgy véli, hogy a végső soron egynek tételezett tao (dao) felől nézve az ilyen jellegű megkülönböztetések (nagy és kicsiny, szép és csúnya, igaz és hamis, dicsőség és szégyen, élet és halál stb.) teljesen értelmetlenek. Csuang-ce (Zhuangzi) tehát nem úgy véli, hogy a valóság álomszerű, hanem hogy semmiféle alapunk nincs jobban valóságosnak tekinteni az ébrenlétkor tapasztalt világot, mint az álomét. Az ébrenlét–álom kettősségével analógiába állítható az élet és halál dualitása, mely szintén felszámolódik a Csuang-ce (Zhuangzi)ben. Bármelyik állapot preferenciája a Csuang-ce (Zhuangzi) szempontjából már csak azért sem lehetséges, mivel éppen ezek állandó váltakozása, egymásba történő folytonos átalakulása képezi a valóság egyik lényegi elemét. Ezt a legismertebb történetében szereplő pillangó-motívum is mutatja:

„Valamikor régen Csuang Csou (Zhuang Zhou) álmában pillangó volt, csapongó pillangó, szabad és boldog, aki mit se tud Csou (Zhou)ról. Aztán egyszer csak felébredt és ráeszmélt, hogy valójában ő Csou (Zhou). És most nem tudni, vajon Csou (Zhou) volt-e álmában pillangó, vagy a pillangó volt-e álmában Csou (Zhou). Pedig kettejük közt mégiscsak kell legyen valami különbség. Mi pedig azt mondjuk: átváltoznak a dolgok.”

## Szerkezete

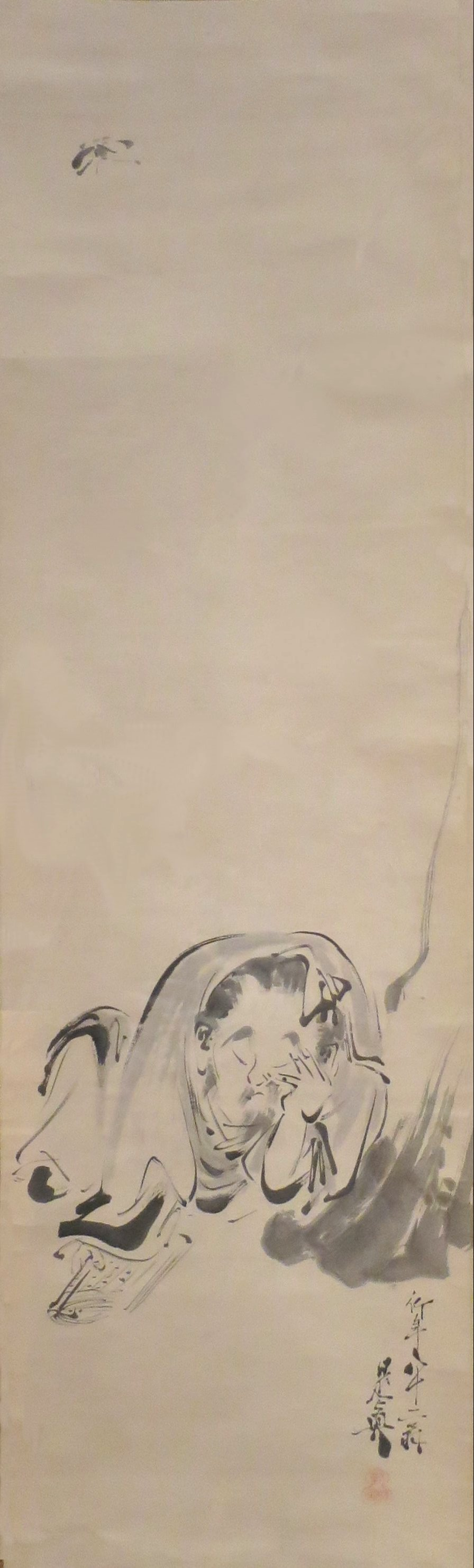
Csuang-ce (Zhuangzi) pillangó-álma. A japán Sibata Zesin festménye (1888).

| Fejezet | Cím                                 | Kínai cím                             |
| ------- | ----------------------------------- | ------------------------------------- |
| 1       | „Szabad kóborlás”                   | Hsziao-jao jou (Xiāoyáo yóu) 逍遙遊   |
| 2       | „Értekezés a dolgok egyenlőségéről” | Csi vu lun (Qí wù lùn) 齊物論         |
| 3       | „Az életerő táplálása”              | Jang seng csu (Yǎng shēng zhǔ) 養生主 |
| 4       | „Emberek közt”                      | Zsen csien si (Rén jiān shì) 人間世   |
| 5       | „Valónk tökéletességéhez mérten”    | Tö csung fu (Dé chōng fú) 德充符      |
| 6       | „Hatalmas ős és mester”             | Ta cung si (Dà zōng shī) 大宗師       |
| 7       | „Királyoknak való”                  | Jing ti vang (Yìng dì wáng) 應帝王    |
| 8       | „Összenőtt lábujjak”                | Pien mu (Piān mǔ) 駢拇                |
| 9       | „A lovak patáikkal”                 | Ma-ti (Mǎtí) 馬蹄                     |
| 10      | „A ládák felfeszítése”              | Csü csie (Qū qiè) 胠篋                |
| 11      | „Háborítatlanság és engedékenység”  | Caj jou (Zài yòu) 在宥                |
| 12      | „Ég és Föld”                        | Tien-ti (Tiāndì) 天地                 |
| 13      | „Az Égi Út”                         | Tien tao (Tiān dào) 天道              |
| 14      | „Az Égi körforgás”                  | Tien jün (Tiān yùn) 天運              |
| 15      | „Szilárd meggyőződéssel”            | Ko ji (Kè yì) 刻意                    |
| 16      | „A természetüket javítgatók”        | San hszing (Shàn xìng) 繕性           |
| 17      | „Őszi áradás”                       | Csiu suj (Qiū shuǐ) 秋水              |
| 18      | „Tökéletes boldogság”               | Cse lö (Zhì lè) 至樂                  |
| 19      | „Az élet megértése”                 | Ta seng (Dá shēng) 達生               |
| 20      | „A hegyi fáról”                     | San mu (Shān mù) 山木                 |
| 21      | „Tien Cs Fang”                      | Tien-ce fang (Tiánzǐ fāng) 田子方     |
| 22      | „Tudnivágy északon”                 | Cse pej jou (Zhī běi yóu) 知北遊      |
| 23      | „Keng Szang Csu”                    | Keng-szang Csu (Gēngsāng Chǔ) 庚桑楚  |
| 24      | „Hszü Vu Kuj”                       | Hszü vu-kuj (Xú wúguǐ) 徐無鬼         |
| 25      | „Ce Jang”                           | Cö jang (Zé yáng) 則陽                |
| 26      | „A külső dolgok”                    | Vaj vu (Wài wù) 外物                  |
| 27      | „Képes beszéd”                      | Jü jen (Yù yán) 寓言                  |
| 28      | „Nem kell királyság!”               | Zsan vamg (Ràng wáng) 讓王            |
| 29      | „Rabló Csi”                         | Tao cse (Dào zhí) 盜跖                |
| 30      | „Kardok öröme”                      | Suo csien (Shuō jiàn) 說劍            |
| 31      | „Az öreg halász”                    | Jü fu (Yú fù) 漁父                    |
| 32      | „Lie Jü Kou”                        | Lie Jü-kou (Liè Yùkòu) 列禦寇         |
| 33      | „A világ”                           | Tien-hszia (Tiānxià) 天下             |

| „Belső fejezetek” (Nej pien (Nèi piān) 內篇) |
| „Külső fejezetek” (Vaj pien (Wài piān) 外篇) |
| „Vegyes fejezetek” (Ca pien (Zá piān) 雜篇)  |

## Hatása
A Csuang-ce (Zhuangzi)hez hasonló jellegű részeket tartalmazó művekből úgy tűnik, hogy Csu (Chu) (楚) és Csi (Qi) (齊) államban nagy népszerűségnek örvendett, és fontos szerepet játszhatott a Han-korban az úgynevezett Huang–Lao iskola kialakulásában. A Tao-tö-csing (Daodejing) és a Csuang-ce (Zhuangzi) közös iskolához való tartozása csak a Han-kori Si csi (Shi ji)től és Huaj-nan-ce (Huainanzi)től fogva merült fel, a taoizmusnak ezt a vonalát két nagy képviselőjéről Lao–Csuang (Zhuang) (老莊) hagyománynak nevezik (szemben a Huang–Laoval). A határozottan legista Csin (Qin)-dinasztia alatt és a teoretikusan legalábbis fokozatosan konfuciánussá váló Han-korban nem értékelték különösebben nagyra, a Han-kor végén és az ezt követő Hat Dinasztia korában azonban már számos csodálója akadt. Az ebben a korban népszerűvé váló, Vang Pi (Wang Bi) (王弼) és Kuo Hsziang (Guo Xiang) által fémjelzett hszüan-hszüe (xuanxue) (玄學) iskola különösen nagy hangsúlyt fektetett a Tao-tö-csing (Daodejing), a Csuang-ce (Zhuangzi) és a Változások könyve kommentálására, és már ekkor jelentős befolyást gyakorolt a korabeli költőkre és kalligráfusokra, sőt egyes beszámolók szerint vallásos tiszteletben is részesült. Tang-kori népszerűségét mi sem bizonyítja jobban, mint hogy Hszüan-cung (Xuanzong) császár 742-es ediktuma a „Déli Virágzás Igaz Klasszikusa” (Nan-hua csen-csing (Nanhua zhenjing) 南華真經) címet adományozza a Csuang-ce (Zhuangzi)nek, Csuang Zhou (Zhuang Zhou)nak pedig a „Déli Virágzás Igaz Embere” (Nan-hua csen-zsen (Nanhua zhenren) 南華真人) titulust. Csuang-ce (Zhuangzi) műve nagy hatást gyakorolt a később taoista szektákra és azok eksztatikus gyakorlataira, a tájképfestészetre, a költészetre, a csan (chan)-buddhizmusra (禪) és a Jüan (Yuan)-kori drámákra.

### Magyarul
- Csuang Ce bölcsessége; összeáll., jegyz., tan. Brelich Angelo; ABC, Bp., 1944
- Csuang Ce bölcsessége; összeáll., jegyz. Brelich Angelo; magánkiadás, Bp., 1991
- A virágzó délvidék igaz könyve, 1-2.; ford., jegyz., utószó Dobos László; Palatinus, Bp., 1997–2000
- ↑ Angelo 1995.:  Angelo, Brelich (ford.). Csuang Ce bölcsessége. Budapest, Farkas Lőrinc Imre Kiadó, 1995
- ↑ Dobos 2010.:  Csuang-ce: A virágzó délvidék igaz könyve. XVII–XXXIII. fejezet. Fordította: Dobos László. Budapest, Noran Libro Kiadó, 2010
- ↑ Fung 2003.:  Fung Yu-lan: A kínai filozófia rövid története, (Szerk.: Derk Bodde; Ford.: Antóni Csaba.) Budapest: Osiris Kiadó, 2003 ISBN 963-389-479-4
- ↑ Kósa 2013.:  Kósa Gábor: „Zhuangzi”. In Kósa Gábor - Várnai András (szerk.): Bölcselők az ókori Kínában. Magyar Kína-kutatásért Alapítvány, Budapest 2013. pp. 186–211. ISBN 978-963-284-374-2
- ↑ Tőkei Ferenc 1986.:  Kínai filozófia. Ókor. 2. kötet. Válogatta, fordította, a bevezetést és a jegyzeteket írta: Tőkei Ferenc. Akadémia Kiadó. Budapest, 1986. (Harmadik, változatlan kiadás) ISBN 963 05 4295 1

## Külső hivatkozások
- Zhuangzi Kétnyelvű (kínai-angol) változat (James Legge fordításával)
- The Zhuangzi "Being Boundless", Nina Correa angol fordítása
- Selection from The Zhuangzi Patricia Ebrey angol fordítása
- The Complete Works Of Chuang Tzu Burton Watson angol fordítása
- Zhuangzi A. Charles Muller angol fordítása